# Сулакадзе, Олег Георгиевич
Олег Георгиевич Сулакадзе (31 мая 1949, Москва — 10 февраля 2022) — советский ватерполист. Мастер спорта СССР. Заслуженный тренер РСФСР. Почётный житель муниципального округа Останкинский.
Начал заниматься спортом в семь лет. Окончил институт физкультуры. В качестве игрока выступал за московское «Динамо». Трёхкратный чемпион СССР по водному поло. Защищал цвета сборной СССР. Позднее выступал за команды «Москвич» и АЗЛК.
После завершения карьеры игрока являлся старшим тренером сборной Москвы по водному поло. В течение трёх лет был начальником Управления подготовки спортивных резервов и международных спортивных связей в Спорткомитете г. Москвы. Участвовал в подготовке Олимпийских игр 1980 года в Москве.
Позднее работал дилером на кондитерской фабрике. Чемпион Европы и России по плаванию в соревнованиях ветеранов.
Отец являлся судьёй всесоюзной категории. Брат Давид также занимался водным поло, играл за «Динамо» (Москва).
Супруга — Любовь Николаевна Сулакадзе.